# Anacinaces
Anacinaces is een vliegengeslacht uit de familie van de roofvliegen (Asilidae).

## Soorten
- A. gigas Enderlein, 1914
- A. nahaeoensis Tomosovic & Grootaert, 2003
- A. ochriventris (Becker, 1925)
- A. rufiventris (Macquart, 1838)